# 올림픽 수영장 (서울특별시)

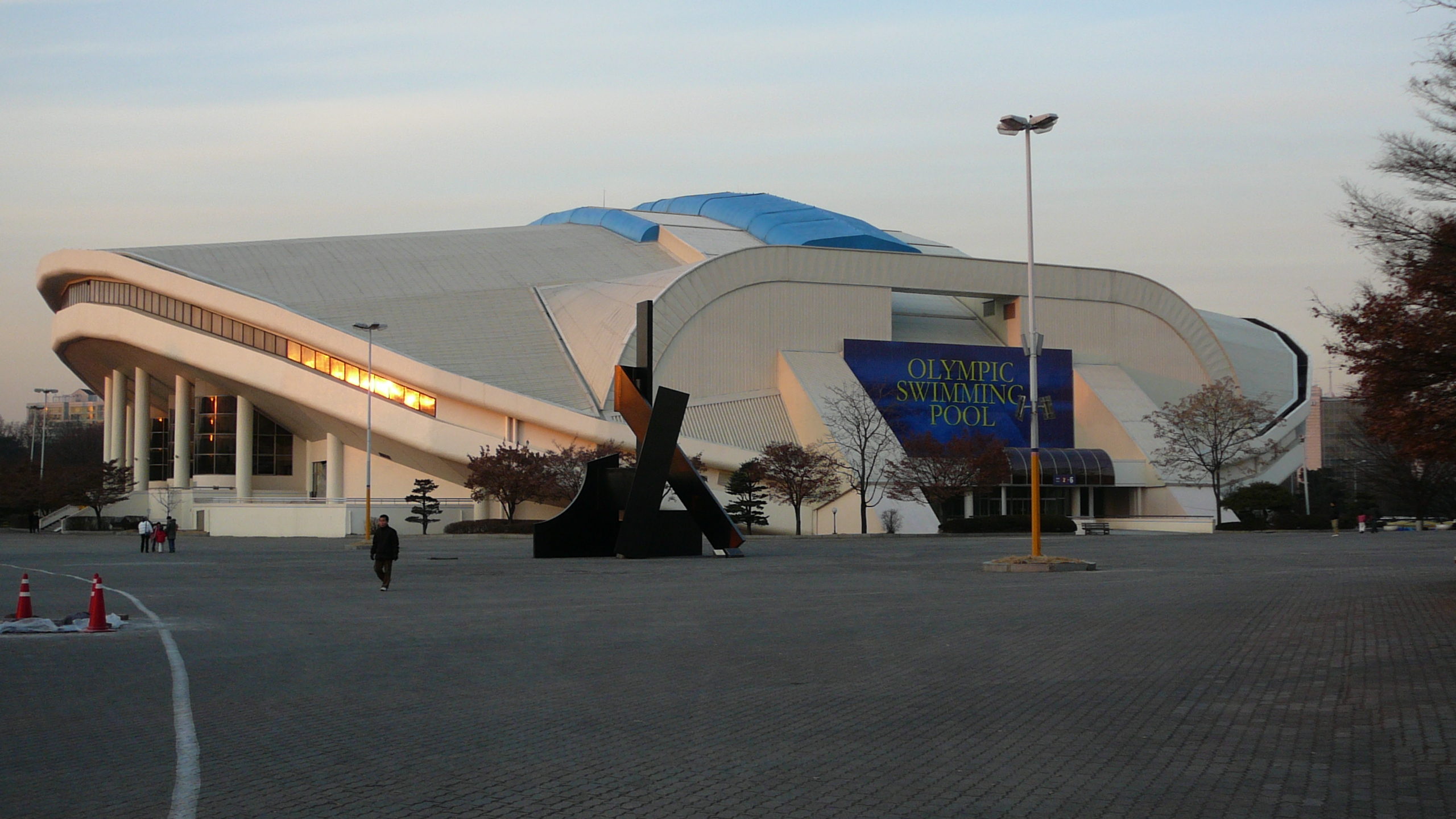
올림픽수영장

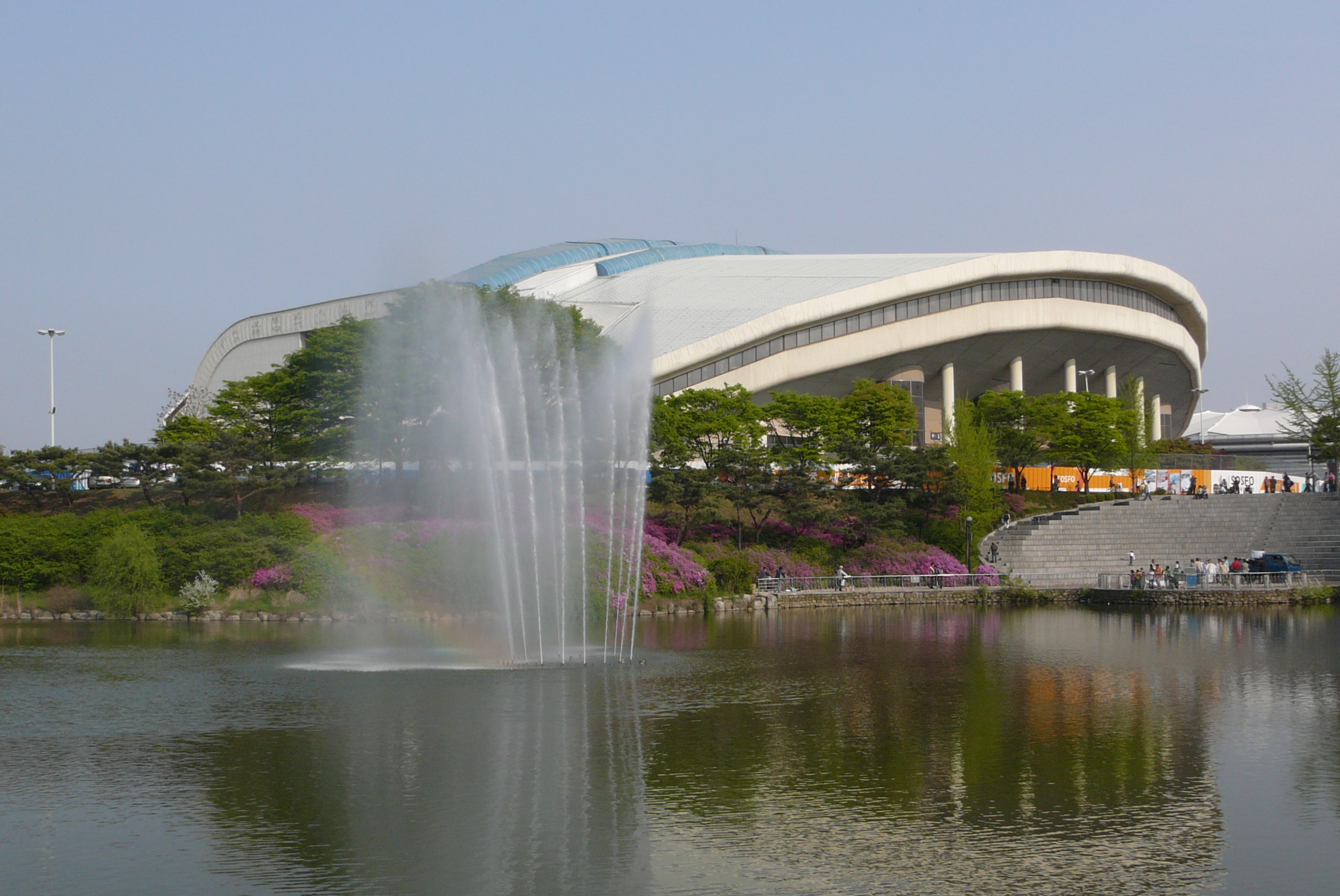
올림픽수영장

올림픽수영장은 대한민국 서울특별시 송파구 올림픽공원 내에 있는 수영장이다. 1988년 하계 올림픽에서 수영 종목의 경기장으로 사용되었다.